# Mooresville (Alabama)
Mooresville è un comune degli Stati Uniti d'America situato nella contea di Limestone dello Stato dell'Alabama.